# Владимир Карват
Владимир Николајевич Карват (рус. Владимир Николаевич Карват, блр. Уладзімір Мікалаевіч Карват; Брест, 28. новембар 1959 — 23. мај 1996) био је потпуковник Белоруског ратног ваздухопловства. Постхумно је проглашен за првог хероја Белорусије (1996).

## Биографија
Рођен је 28. новембра 1959. године у Бресту, Белоруска ССР, СССР. Прикључио се Совјетском ратном ваздухопловству 1981. године и завршио тренинг на вишој пилотској школи у Армавиру. Потом је распоређен на Далеки исток Руске СФСР. Тамо је Карват напредовао од нормалног пилота до команданта ескадриле за обуку летача.
Одликован је Орденом за службу отаџбини у Оружаним снагама СССР III степена и Јубиларном медаљом „70 година Оружаних снага СССРа“.
У августу 1994. године, три године након распада Совјетског Савеза, одлучио је да служи у новоствореним Оружаним снагама Белорусије. Карват је 11. септембра 1994. године положио заклетву на лојалност народу Белорусије. Добио је команду над јединицом за тактичку обуку 61. ваздухопловне базе у Барановичима.
Погинуо је 21. новембра 1996. године када се његов школски авион (Сухој Су-27п) запалио. Карват је добио наређење да се катапултира, а авион је кренуо директно ка насељеном подручју. Имајући то у виду, Карват је управљао авионом све док се није срушио близу Арабовшчине. Председник Александар Лукашенко постхумно га је прогласио херојем Белорусије. Карват је тако постао први херој Белорусије.